# Kalardasht
Kalārdasht (farsi کلاردشت) è una città dello shahrestān di Kalardasht, nella provincia del Mazandaran in Iran. Aveva, nel 2006, una popolazione di 11.921 abitanti. Si trova in una valle dei monti Elburz e originariamente era una zona rurale; oggi è diventata un noto luogo di villeggiatura di montagna.
Nella zona si trova l'importante sito archeologico di Kelar Mound (o Kelar Tappeh).